# Liste der Baudenkmale in Schwarz (Mecklenburg)
In der Liste der Baudenkmale in Schwarz sind alle denkmalgeschützten Bauten der Gemeinde Schwarz (Mecklenburg-Vorpommern) und ihrer Ortsteile aufgelistet. Grundlage ist die Veröffentlichung der Denkmalliste des Landkreises Müritz mit dem Stand vom April 2010.

## Baudenkmale nach Ortsteilen

### Schwarz
| ID | Lage               | Bezeichnung                                                 | Beschreibung | Bild                     |
| -- | ------------------ | ----------------------------------------------------------- | ------------ | ------------------------ |
|    | Dorfstraße 10      | Stallspeicher                                               |              |                          |
|    | Dorfstraße 11      | Stallspeicher                                               |              |                          |
|    | Dorfstraße 12      | Wohnhaus mit Stallspeicher                                  |              |                          |
|    | Dorfstraße 25      | Pfarrhof mit Pfarrhaus, Stall und Scheune                   |              |                          |
|    | Dorfstraße 26      | Stallscheune mit Speicher                                   |              |                          |
|    | Dorfstraße 33      | Stallspeicher                                               |              |                          |
|    | Dorfstraße 35      | Stallspeicher                                               |              |                          |
|    | Dorfstraße 42      | Wirtschaftshof mit Fachwerkstall, Stallspeicher und Scheune |              |                          |
|    | Dorfstraße         | Spritzenhaus                                                |              |                          |
|    | Dorfstraße         | Friedhofstor                                                |              |                          |
|    | Dorfstraße (Karte) | Kirche                                                      |              | Weitere Bilder           |
|    | Dorfstraße (Karte) | Kriegerdenkmal 1914/1918                                    |              | Kriegerdenkmal 1914/1918 |
|    | In’n Urt 5         | Stallspeicher von 1915                                      |              |                          |
|    | In’n Urt 6         | Stallspeicher                                               |              |                          |

### Buschhof
| ID | Lage                          | Bezeichnung                 | Beschreibung | Bild                        |
| -- | ----------------------------- | --------------------------- | --- | --------------------------- |
|    | Wittstocker Straße 9 (Karte)  | Gutsanlage mit Gutshaus     | um 1790 errichteter, eingeschossiger, elfachsiger verputzter Backsteinbau auf Feldsteinfundament                                     | Gutsanlage mit Gutshaus     |
|    | Wittstocker Straße 34 (Karte) | ehemaliger Bahnhof Buschhof | um 1895 errichteter, zweigeschossiger Bau auf Feldsteinfundament wurde mit hoher Wahrscheinlichkeit mit Greppiner Klinker verblendet | ehemaliger Bahnhof Buschhof |

## Quelle
- Karte der Baudenkmale im Geoportal des Landkreises